# Победителем становится…
«Победителем становится…» (англ. And the Winner Is…) — шестой эпизод первого сезона американского мультсериала «Легенда о Корре».

## Сюжет
«Огненные хорьки» упорно тренируются перед финалом, но слышат по радио заявление Амона с требованием не проводить игру и закрыть арену, который угрожает опасными последствиями. Команда идёт в мэрию и узнаёт, что совет принял решение подчиниться. Корра выступает против этого решения и внезапно на её сторону встаёт Лин Бейфонг. Прислушавшись к ней, Тарлок и остальные члены совета, кроме Тензина, отменяют своё решение и позволяют провести матч, за охрану которого будет отвечать Лин со своим полицейским отрядом. После окончания совещания Тензин решает пойти с ней, чтобы защитить её, но она отвечает, что не нуждается в няньке, однако разрешает прийти, понимая, что его не переубедить, когда он говорит, что также хочет защитить Корру. Затем Тензин общается с Коррой, и последняя, вспоминая рассказ Пемы, догадывается, что его отношения с Лин таковы из-за того, что они раньше встречались. Тензин не желает продолжать разговор и уходит. Подчинённый сообщает Амону, что совет отклонил его ультиматум, и революционер рад, что всё идёт по плану.
Перед началом игры Тензин говорит с Лин, и они решают ненадолго остыть на время миссии. Когда собирается народ, спортсмены выходят на ринг, и финал стартует. «Летучие волки» неоднократно нарушают правила, но подкупленный судья не реагирует на них. Они доминируют над «Огненными хорьками», и всех возмущает бездействие рефери. Во втором раунде исход будет решён дуэлью, и Корра выступает против Тано. Она побеждает его, сравнивая счёт. Однако «Летучие волки» берут третий раунд, снова жёстко нарушая правила. В четвёртый раз они становятся чемпионами турнира, а некоторые люди в зрительском зале надевают маски и вырубают полицейских с помощью технологии, образующей молнии. Они также наэлектризуют воду, в которую упали «Огненные хорьки», и один Уравнитель затыкает комментатора, вещающего на всю арену. На ринге появляется Амон и одолевает «Летучих волков», лишая их магии.
Команду Корры привязывают к столбу, а Амон произносит речь, ругая магов и восхваляя свою идею равенства. Огненный хорёк Пабу пытается освободить своих хозяев. Преступник злорадствует технологиям, уравнявшим его орден с магами, и, когда заканчивает спич, объявляет начало революции, а затем покидает арену, взрывая её. Тензин и Лин приходят в себя. Пабу прогрызает верёвки, которые сковывают «Огненных хорьков», и они освобождаются. Корра отправляется за Амоном. Побрасывая себя на воде, она не долетает до крыши, и Лин помогает ей, подтолкнув. Однако Амон успевает забраться в свой дирижабль, а Аватар замечает борющихся на крыше полицейских с Уравнителями и помогает им. Тогда Лин бросается к дирижаблю. Корра побеждает революционеров, но стекло крыши ломается, и она падает. Лин видит это и спасает её. К Корре подбегают Мако и Болин, и Тензин горестно признаёт, что в Республиканский город пришла война.

## Отзывы

Динамика оценок IGN к эпизодам 1 сезона мультсериала

Макс Николсон из IGN поставил эпизоду оценку 9,5 из 10 и написал, что «было приятно получить некоторую предысторию Лин», похвалив, что её романтическая связь с Тензином перекликается с рассказом Пемы из прошлой серии. В конце критик назвал эпизод «одним из лучших», ведь «в нём было забавное взаимодействие между персонажами, хороший привкус комедии, а также некоторые из самых потрясающих экшн-сцен, которые мы когда-либо видели в мультсериале».
Эмили Гендельсбергер из The A.V. Club поставила эпизоду оценку «A-» и написала, что ей «было приятно побольше увидеть Лин Бейфонг». Главный редактор The Filtered Lens, Мэтт Доэрти, поставил эпизоду оценку 9,5 из 10 и отметил, что серия «чрезвычайно подняла ставки в мультсериале». Рецензент написал, что «финальная битва была потрясающей», и «Корре удалось продемонстрировать некоторые из самых захватывающих магических приёмов, которые мы когда-либо видели от неё».
Мордикай Кнод из Tor.com написал, что «в „Откровении“ Мако был в роли Бэтмена», а этот эпизод представил нам Лин Бейфонг «в роли Женщины-паука». Рецензент отметил, что она «самый ценный персонаж в данном эпизоде».
Screen Rant поставил серию на 12 место в топе лучших эпизодов мультсериала по версии IMDb. Сайт Comic Book Resources дал ей 9 позицию в списке лучших эпизодов «Легенды о Корре».
Эпизод собрал 3.88 миллиона зрителей у телеэкранов США.